# Robinson Crusoe

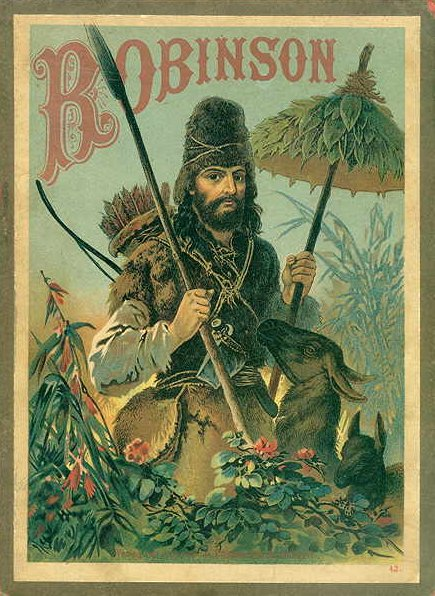
Robinson Crusoe, německé vydání z roku 1887 s ilustrací Carla Offterdingera

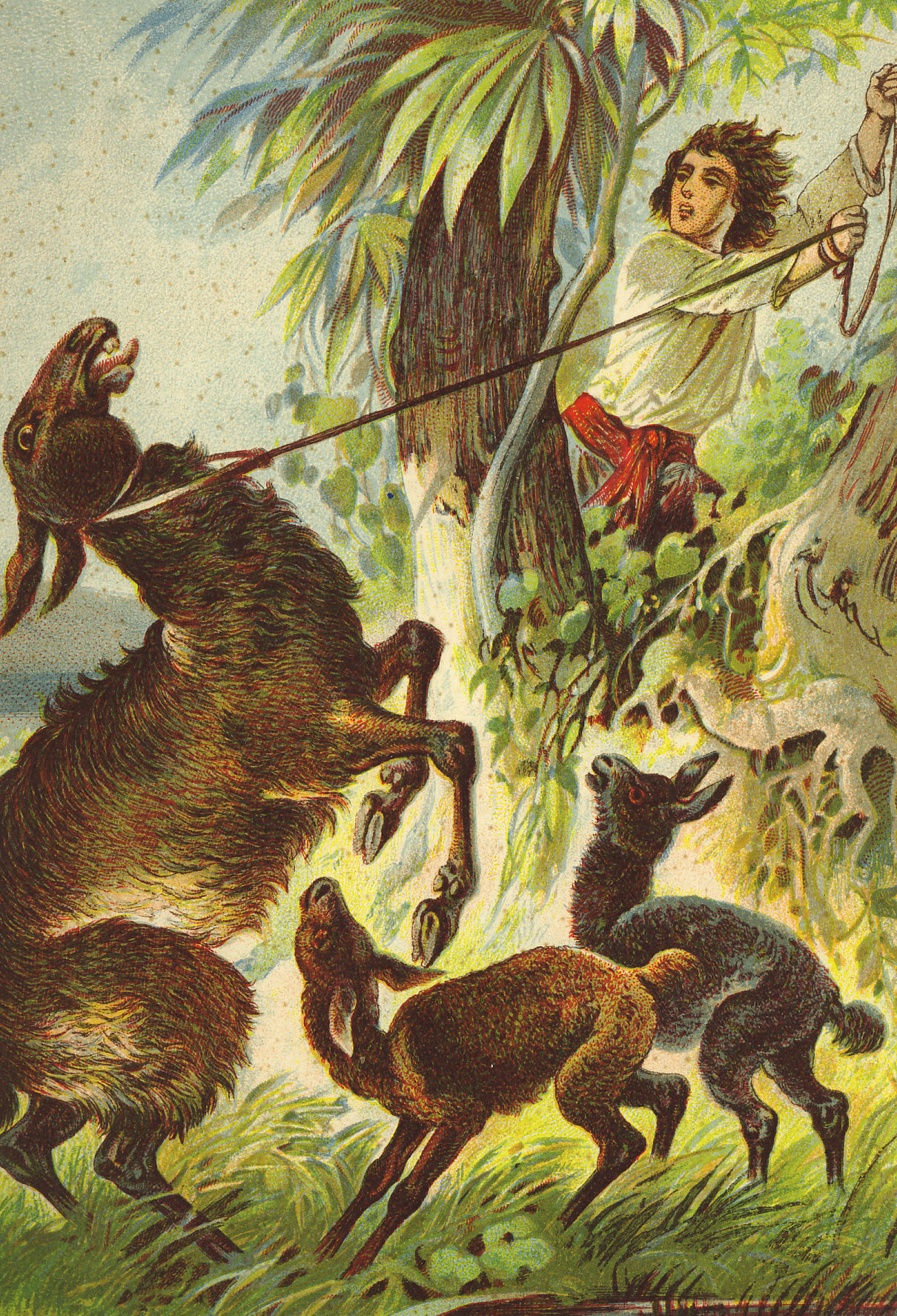
Robinson Crusoe, ilustrace Carla Offterdingera

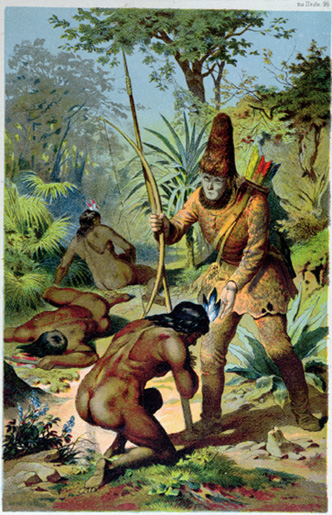
Robinson Crusoe a Pátek, ilustrace Carla Offterdingera

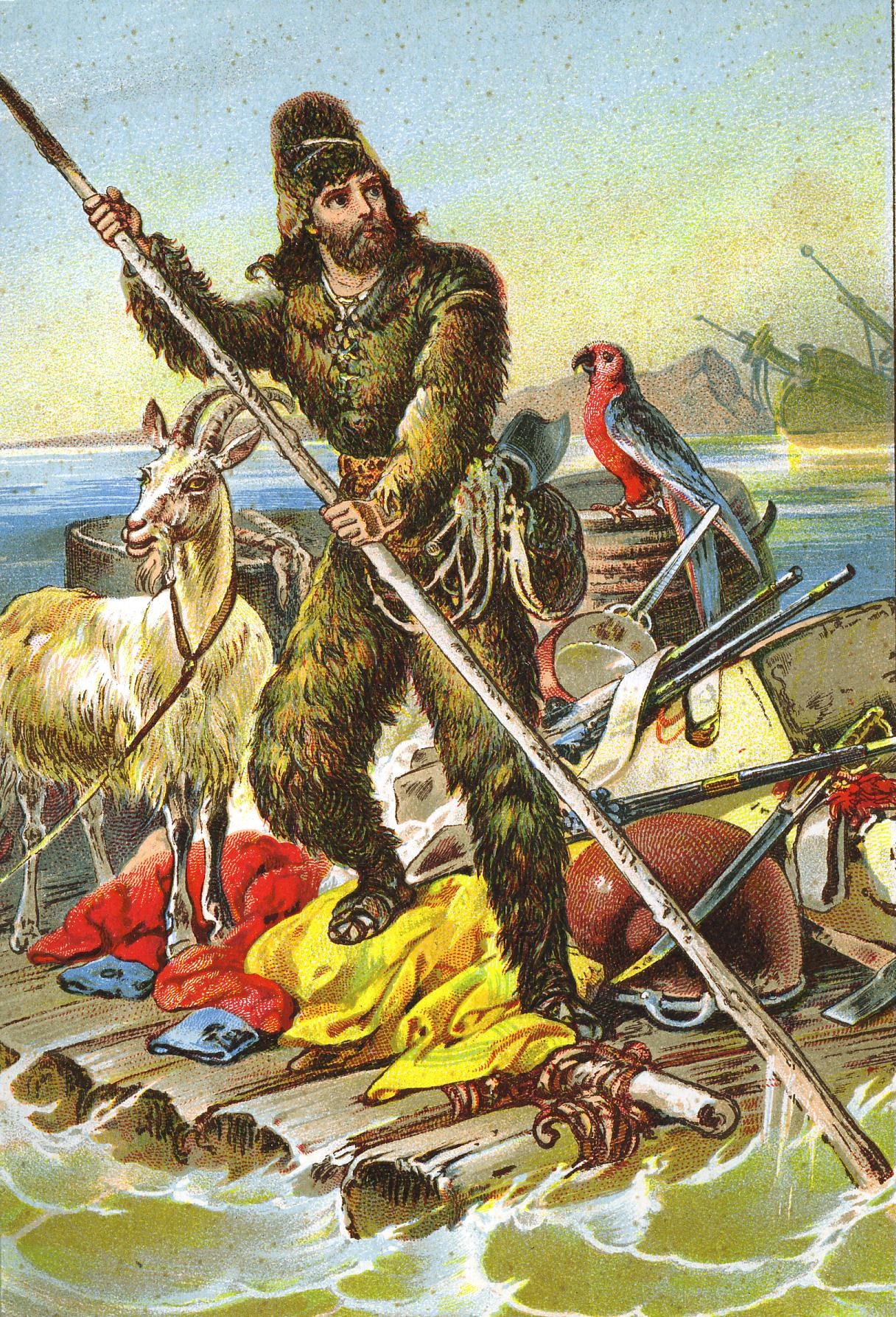
Robinson Crusoe, ilustrace Carla Offterdingera

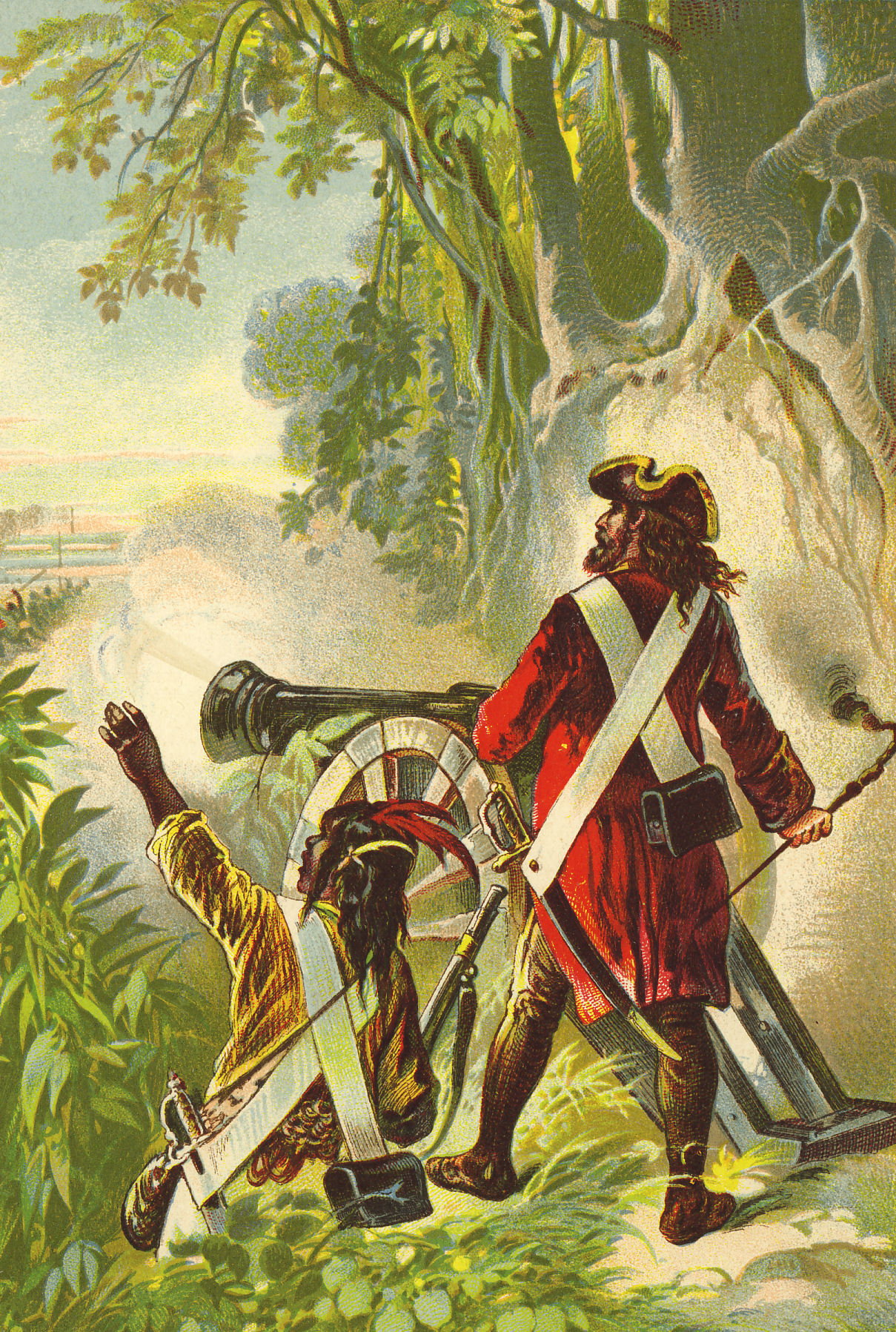
Robinson Crusoe, ilustrace Carla Offterdingera

Život a zvláštní podivná dobrodružství Robinsona Crusoe, námořníka z Yorku (The Life and Strange Surprizing Adventures of Robinson Crusoe, of York) je kniha anglického autora Daniela Defoa, která byla poprvé vydána roku 1719. Kniha patří mezi nejznámější „literárně-realistické fikce“. Zároveň je považována za zakládající a klasické dílo subžánru robinzonáda.

## Děj
Následující děj vychází z převyprávění románu J. V. Plevou z roku 1956, který původní Defoeův příběh značně deformuje. Některé rozdíly oproti původní Defoeově verzi jsou vyznačeny kurzívou. 
Příběh se odehrává v 17. století. Děj začíná ve chvíli, kdy se do anglického Yorku přistěhuje obchodník jménem Kreutznauer. Angličané jeho jméno neumějí vyslovit, a tak si ho přejmenují na Crusoe. Ten se brzy ožení a má třetího syna, který dostane jméno Robinson.
Otec chce, aby Robinson vystudoval a stal se úředníkem, on však touží po kariéře námořníka. Chodí po krčmách a platí námořníkům pití za vyprávění historek z jejich cest. Když to zjistí jeho otec, vezme mu kapesné a nechá ho pracovat v rodinném obchodě. S Robinsonovým snem nesouhlasí, protože na moři mu zemřel nejstarší syn Jakub a druhý, Tomáš, padl v bitvě se Španěly ve Francii u Dunkerque.
Po čase si ale Robinson získá zpět otcovu přízeň a zastupuje ho dokonce na obchodní cestě v Hullu. Tam potká starého přítele ze školy, Martina, který mu nabídne, aby s ním a jeho otcem odjeli na lodi vezoucí obilí do Londýna. Neodolá a bez dovolení rodičů odplouvá. Zastihne je však bouře a loď se potápí. Všichni se však zachrání a dorazí do Londýna. Robinson se chce dostat domů do Yorku, ale dostavník tam z Londýna jede jen jednou týdně a před hodinou odjel. Má sice peníze na zaplacení ubytování, jenže všechno prohraje s námořníky ve hře s kostkami.
Potká ovšem kapitána Dubbleyho, který zaplatí jeho dluhy a ještě ho pozve na svou loď. Vypráví mu o Guineji, kam má jeho loď namířeno. Robinson je vyprávěním uchvácen a odplouvá s ním. Tato loď je ale přepadena piráty a Robinson je zajat a prodán do otroctví. Pán Abd el Mámí, kterému slouží, si ho oblíbí, a proto ho nepodezřívá, že by mohl plánovat útěk. Toho Robinson využije a uteče s černošským chlapcem Xurym na portugalské lodi plující do Brazílie. 
Zatímco v Plevově verzi portugalský koráb na cestě ztroskotá, Defoeův Robinson šťastně dopluje do Brazílie, zatímco Xury zůstává ve službě u kapitána. Robinson si pořídí pozemek a stává se farmářem, pěstuje především tabák. Posléze se svými přáteli nechá zlákat k účasti na otrokářské výpravě do západní Afriky, záhy po vyplutí však loď ztroskotá. Po ztroskotání se Robinson jako jediný přeživší ocitá na opuštěném ostrově, kde je nucen naučit se přežít.
Díky své houževnatosti, pracovitosti a tvrdohlavosti to zvládá. Obdělá si svůj kousek půdy, ochočí si kozy a papouška Andu, postaví si krb a i jinak svůj příbytek dále zdokonaluje. V čtvrtém roce života na ostrově uvidí Robinson ztroskotanou loď, na které přežil jen pes. Robinson psa pojmenuje Rek a z lodi si odnese mnoho předmětů a zbraní, mezi nimi také uniformu kapitána. Na břehu ostrova si Robinson ze suchého stromu vytvoří kalendář, na němž pomocí zářezů počítá dny, týdny a měsíce svého pobytu na ostrově. – Pleva zde zcela opomíjí některé z klíčových úseků původního vyprávění: Právě zde Defoeův Robinson prochází vnitřním přerodem. Z doposud přespříliš tvrdohlavého a pyšného muže se začíná stávat morálněji uvažující Robinson. Začíná si uvědomovat důležitost pokory, čistého svědomí a vztahu s Bohem, což by mělo být to, co z něj učiní skutečně civilizovaného a morálního člověka.
Jednoho dne narazí na stopy v písku. Domnívá se, že patří lidojedům. O několik měsíců později na ostrov kanibalští indiáni skutečně připlouvají a vezou si své zajatce z jiného kmene, které chtějí sníst, protože věří, že se tím statečnost zajatců přenese na ně. Robinson vysvobodí jednu jejich oběť. Protože toho dne byl pátek, nazve zachráněného divocha Pátkem.
Pátek je velice učenlivý a brzy se naučí anglicky a evropským zvykům. Pátek Robinsonovi pomáhá s životem na ostrově. Robinson doufá, že po Pátkově zachránění se divoši na ostrov už neodváží, nicméně jednoho dne opět uvidí jejich čluny. Tentokrát jsou jejich oběti jeden Evropan a jeden indián. Robinson je s Pátkem zachrání. Vydávají se za posly boha ohně, o kterém kanibalští indiáni věří, že na tomto ostrově sídlí, a proto mají z ostrova strach a nebydlí na něm. V zachráněném indiánovi Pátek poznává svého otce, o kterém si dosud myslel, že zemřel v bitvě, ve které Pátka zajali. Evropan se Robinsonovi představí jako Fernando Lopez, Španěl a křesťan. Ukazuje se, že patří do posádky právě té lodi, která ztroskotala před několika lety u Robinsonova ostrova.
Fernando Robinsonovi poví, že u Pátkova kmene se nachází ještě pět jeho druhů, a vyplouvá s Pátkovým otcem zpět, aby je přivedl. Vrátit se mají za osm dní, ale ani po deseti dnech se stále nevrací. Dvanáctého dne Pátek zahlédne na moři člun a myslí si, že je to Fernando. Ukáže se ovšem, že ve člunu se nacházejí piráti, kteří vezou své zajatce na ostrov, aby je tu zanechali jejich osudu. Robinson a Pátek zajatce dohoní právě ve chvíli, když odcházeli pryč od pirátů do nitra ostrova, představí se jim a nabídne jim pomoc. Zajatci se na oplátku představí jako kapitán Brown, kormidelník Aubrey a obchodní společník pan Woodling.
Kapitán Robinsonovi vypráví, že polovina jeho posádky zemřela a on musel posádku doplnit. Bohužel se nově najatí námořníci záhy vzbouřili a strhli s sebou i bývalou posádku. Vzbouřenci zamýšleli kapitána vysadit na pustém ostrově, doplnit potraviny a věnovat se s lodí pirátství. Když se to Robinson dozvěděl, zajal námořníky, kteří připluli se zajatci, a poté i ty, kteří jim připluli na pomoc. Robinson si oblékne uniformu kapitána, kterou kdysi získal ve ztroskotané lodi, a vydává se za guvernéra ostrova, čímž si získá respekt i u části vzbouřenců, kteří pomohou kapitánovi ve znovudobytí lodi. V krvavém střetu pak kapitán Brown se svými věrnými zvítězí a zajaté vzbouřence zanechají na ostrově, kde mají možnost přežít a napravit se. Pleva ovšem neuvádí, že kapitán Brown si vzpouru posádky do značné míry zasloužil, on a kormidelník byli velmi přísní, často námořníky trestali a nestarali se o jejich potřeby.
Po několika dnech konečně připlouvá Fernando se svými pěti druhy, ale také se zprávou, že Pátkův otec těsně po jejich příjezdu onemocněl, a tak zůstali na ostrově a pečovali o něj, dokud nezemřel. Tato zpráva Pátka velmi zarmoutila, ale také posílila jeho rozhodnutí odjet s Robinsonem do Anglie. Robinson s sebou do Anglie vzal nejen Pátka, ale také svého papouška Andu a v Plevově verzi i psa Reka, který ovšem v originále zemře dřív, než Robinson ostrov opustí. Ostrov, na kterém Robinson strávil deset let, v originále ovšem celých 28 let, pojmenovali ostrovem Robinsona Crusoe. V originále se ještě hovoří o cestě přes Španělsko, v Pyrenejích je dostavník přepaden vlky, jejichž útok Robinson a především Pátek statečně odrazí. V Yorku Robinson navštívil nejprve svého strýce, který ho poté zavedl k jeho matce, otec však před dvěma lety zemřel. Oba měli ze svého shledání velkou radost. Robinson a Pátek se pak v Anglii usadili a založili spolu obchodní dům Crusoe & Pátek.

## Charakter díla a okolnosti vzniku
Robinsonův příběh, jak jej podává Daniel Defoe, je založen na skutečných událostech a prožitcích několika lidí, díky čemuž si zachovává jistou autenticitu. Zároveň ho však Defoe zpracoval do čtivé podoby, přijatelné pro masového čtenáře. Stejně jako u několika svých pozdějších knih – Paměti kavalíra (1720), Moll Flandersová (1722) nebo Deník morového roku (1722) – také skrze Robinsona a jeho osudy Defoe Defoe kombinuje reálná data, fiktivní dialogy a vkládá do nich určité morální ponaučení. Protože vychází ze skutečných příběhů, definuje sám sebe jako editora či kompilátora a vydává tyto knihy pod jmény titulních osob, nikoli pod svým jménem.
Má se za to, že základním inspiračním prvkem bylo pro Daniela Defoea vyprávění o skotském námořníkovi Alexandru Selkirkovi. Selkirk byl roku 1704 na vlastní žádost vysazen z lodi. Ostrov v Tichém oceáně, na kterém prožil čtyři roky a čtyři měsíce, než byl náhodou nalezen a dopraven zpět do Anglie, dnes nese jméno Ostrov Robinsona Crusoe, patří státu Chile a má poměrně chladné klima, takže se na jeho pobřeží vyskytují lachtani a tučňáci. Oproti tomu Defoeův Robinson Crusoe ztroskotá při pobřeží Brazílie, jeho ostrov leží v Atlantiku a má tropické klima (žijí na něm papoušci, rostou tropické ovocné stromy). Kanibalové, kteří v románu vystupují, mají předobraz v indiánských kmenech Karibů z Malých Antil a Tupinambů z pobřeží Brazílie, jejichž kanibalské obřady popsali v 16. a 17. stol. očití svědkové, např. Němec Hans Staden nebo francouzský misionář Jean de Léry.
Selkirkův příběh mohl však být jen jedním z několika inspiračních zdrojů. Do příběhu ostatně Defoe promítl i své vlastní úspěchy a neúspěchy, mladický útěk od náboženských otázek a pozdější snahy o smíření s Bohem. Důležitým tématem Defoeova příběhu je proto hledání Robinsonovy cesty k Bohu a formování jeho mravních vlastností. Defoe na něm ukazuje typ svobodného jedince ztělesňujícího morálku západní civilizace v ideálním slova smyslu. Své dílo nepublikoval jako román, ale jako autentické vyprávění skutečného přeživšího námořníka. Kniha přinesla Defoeovi mimořádný úspěch. Vynutila si další pokračování a stala se základem jeho nové kariéry.
Po velikém úspěchu románu napsal Defoe ještě roku 1719 druhý díl The Farther Adventures of Robinson Crusoe (Další dobrodružství Robinsona Crusoe), ve kterém se Robinson stává moralizujícím obchodníkem a zavítá do Číny. Alegorický vztah hrdinova příběhu k osudu celého lidstva pak navozují volně připojené Serious Reflections of Robinson Crusoe (1720,  Vážná přemýšlení o Robinsonovi Crusoe).

## Rozbor díla
Kniha se řadí do období anglického osvícenství. Lze v ní objevit mnohé osvícenecké prvky, například: Robinson se snaží civilizovat ostrov, přetvořit jej k obrazu svému, stejně tak činí s Pátkem. Vše, co se kolem něho děje, vysvětluje pomocí rozumu (racionalismus je hlavní myšlenkou osvícenství). Pokud se Robinson dopustí nějaké chyby, nepřičítá ji ničemu jinému než sobě a hledá nová řešení. To je další osvícenecká myšlenka: člověk je schopen poznat a zvládnout cokoli, to vše díky rozumu.
Kniha je mystifikací. Snaží se nám už v úvodu namluvit, že jde o příběh pravdivý. Užívá k tomu i detailních popisů v průběhu knihy. Mystifikace je v tomto období velmi častá, souvisí s důležitostí pravdy v celém myšlenkovém směru (pravda je nejvyšší metou).
V knize Gilberta Keitha Chestertona Ortodoxie se autor na knihu Robinson Crusoe odvolává a přiznává, že jej ovlivnila v mládí. Ukazuje podle něho, jak se všední věci stávají romantickými tím, že nejsou samozřejmé (v této knize tak, že jsou zachráněny po potopení lodi. Podle něj Defoe oslavuje poezii omezení, za nejlepší část knihy považuje seznam věcí zachráněných z lodi).

## České překlady a adaptace
Česky vyšla kniha Robinson Crusoe ve více než 100 vydáních, poprvé v roce 1797. Téměř po celé 19. století však šlo o překlady a úpravy německých adaptací, které se v mnohém od původní anglické předlohy odlišovaly, a navíc byl dlouho překládán a převypravován jen první díl Defoeova třídílného románu.
První důvěryhodný český překlad z angličtiny vyšel až v roce 1894. Pořídili jej Antonín Mojžíš a Jaroslav Svákovský a text obsahoval jak první, tak druhý díl. Dalším rozšířeným českým překladem byla verze Alberta Vyskočila (první vydání 1920), doplněná o překlad druhého dílu od Timothea Vodičky (společně poprvé vydáno 1933, znovu 1975 a 1986 s ilustracemi Adolfa Borna). Třetí překlad vyšel až v roce 2022. Je psán moderním jazykem a jeho autorem je Martin Pokorný.
Největšího počtu vydání (celkem patnácti do roku 1998) se dočkalo na dětské čtenáře zacílené převyprávění Josefa Věromíra Plevy, který podstatně upravil některé části knihy. Například dobu pobytu o samotě zkrátil z dvaceti osmi na deset let, protože při delším pobytu na pustém ostrově by Robinson musel zešílet. Rovněž se při návratu Robinson shledává s matkou, o které Pleva předpokládal, že byla poměrně mladá a mohla se dožít návratu svého syna. O Robinsonově obchodu s otroky Pleva nemluví a nepíše, protože podle jeho překladu byl Robinson velmi civilizovaným a humánním moderním člověkem, který neuznával otroctví a věřil v rovnost mezi lidmi. V této adaptaci se také nesetkáme s tím, jak Robinson podniká v Brazílii pěstováním tabáku. Dále se v ní neobjevují Robinsonovy dlouhé vnitřní monology o Bohu a Štěstěně. Celkově je Plevova verze, ilustrována Zdeňkem Burianem, poznamenána dobou svého vzniku (poprvé byla vydána roku 1956).
Roku 2005 vyšla nová česká adaptace románu od Františka Novotného, kde se postava Robinsona blíží více původnímu Defoeovu záměru. Novotný také posiluje ukotvení příběhu v historických souvislostech, o nichž Defoe neměl ve své době potřebu se zmínit, a v textu využívá svých zkušeností kapitána námořní jachty. 
Zatím poslední adaptace je z roku 2012 a jejím autorem je Vladimír Hulpach.
Třetí díl do češtiny dosud nebyl přeložen, nepočítáme-li stručný výtah v Hlinkově knize Robinson Crusoe: Mýtus a skutečnost.

## Filmové adaptace
- Alexandr Andrijevskij: Robinzon Kruzo (SSSR, 1946)
- Luis Buñuel: Las Aventuras de Robinson Crusoe (Mexiko, 1954)
- Jack Gold: Člověk Pátek (USA, 1975), v hlavních rolích Peter O'Toole a Richard Roundtree
- V roce 1982 natočil český režisér Stanislav Látal na motivy románu loutkový film Dobrodružství Robinsona Crusoe, námořníka z Yorku.
- George T. Miller: Robinson Crusoe (USA, 1997), v hlavní roli Pierce Brosnan
- Thierry Chabert: Robinson Crusoë (Francie, Kanada a Velká Británie, 2003), v hlavní roli Pierre Richard[11]
- Robinson Crusoe: Na ostrově zvířátek (Belgie a Francie, 2016), animovaný dětský film